# Palazzo Giangiacomo Brechi

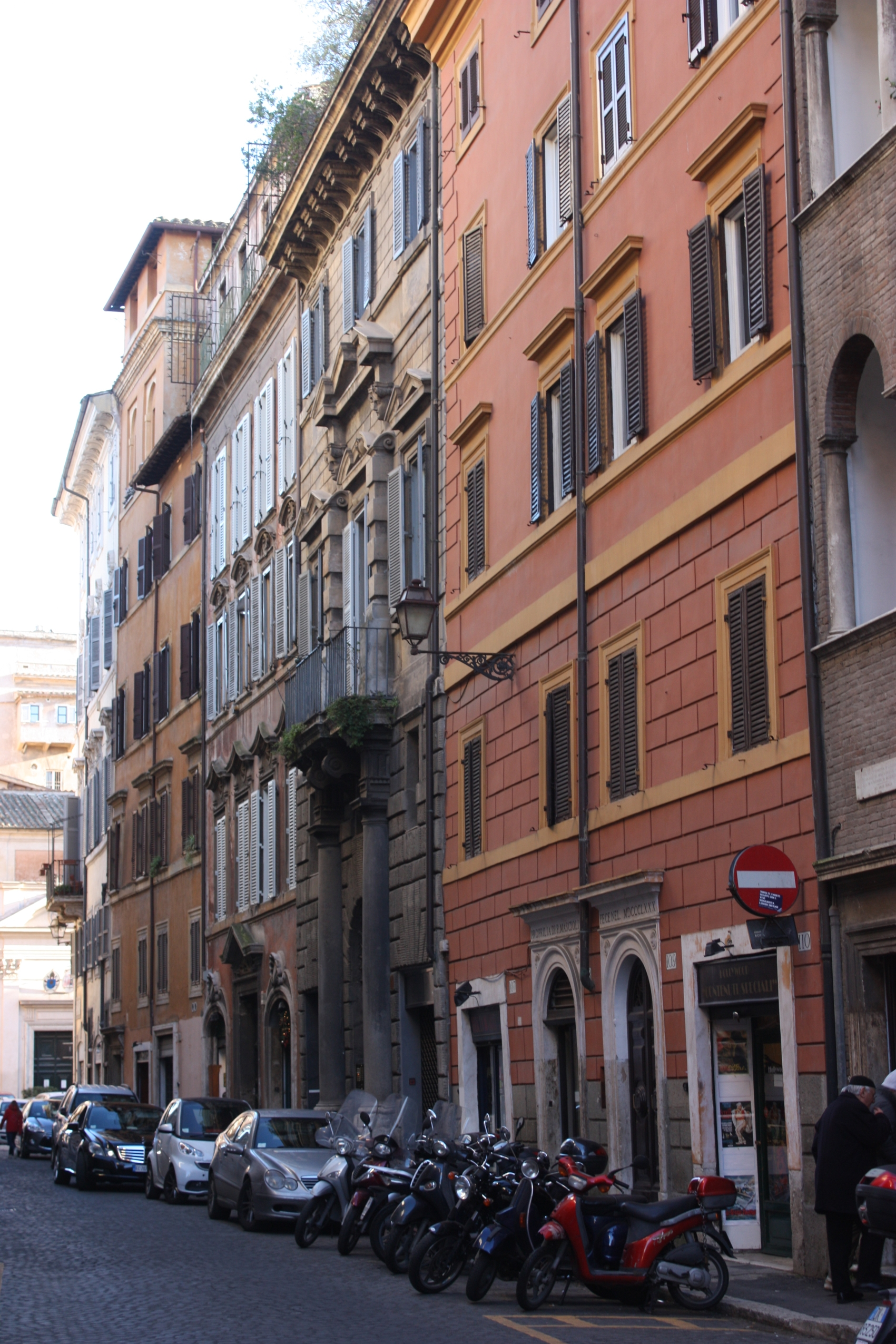
Vista da Via di Monserrato. O Palazzo Giangiacomo é o palácio mais escuro à direita, com a varanda rusticada.

Palazzo Giangiacomo Brechi é um palácio renascentista localizado no número 105 da Via di Monserrato, no rione Regola de Roma.

## História
Seguindo pela Via di Monserrato, logo depois da Corte Savella (moderno Collegio Inglese), está o Palazzo Giangiacomo, construído na segunda metade do século XVI (1582) para família nobre dos Giangiacomo e adquirido em seguida pelos Brechi. A bela fachada se abre num elegante portal em silhares rusticados flanqueado por duas colunas dóricas assentadas em grandes pedestais e em arco, também em silhares; as colunas sustentam uma varanda com outras duas colunas em silhares terminadas em pequenos capitéis na forma de atlantes que sustentam um tímpano e enquadram a grande porta-janela, esta também encimada por um tímpano semicircular.